# Nati nel 1659
| Questa pagina contiene informazioni ricavate automaticamente dalle voci biografiche con l'ausilio del template Bio e di un bot. L'aggiornamento è periodico e automatico e ricostruisce completamente la pagina. Se manca una persona in questa lista, sei pregato di non aggiungerla, ma accertati piuttosto che la sua voce biografica contenga il template Bio e che i dati anagrafici siano correttamente compilati. Se il template Bio manca, inseriscilo tu stesso o, in alternativa, metti l'avviso {{tmp\|Bio}} che ne segnala la mancanza. Se i dati riportati sono sbagliati, correggi direttamente la voce biografica; le modifiche saranno visibili in questa lista entro pochi giorni. Per chiarimenti vedi il progetto biografie. La lista contiene solo le 77 persone che sono citate nell'enciclopedia e per le quali è stato implementato correttamente il template Bio. Pagina aggiornata al 10 feb 2025. |

## Gennaio(7)
- 9 gennaio - Jacopo Pilarino, medico e diplomatico greco († 1718)
- 13 gennaio - Johann Arnold Nering, architetto tedesco († 1695)
- 16 gennaio - Anna Adelaide di Fürstenberg-Heiligenberg, principessa tedesca († 1701)
- 17 gennaio - Antonio Veracini, compositore e violinista italiano († 1733)
- 18 gennaio - Damaris Cudworth Masham, filosofa inglese († 1708)
- 21 gennaio - Adriaen van der Werff, pittore olandese († 1722)
- 28 gennaio - Giovanni Battista Quadrio, architetto italiano († 1722)

## Febbraio(6)
- 1º febbraio - Jacob Roggeveen, navigatore olandese († 1729)
- 14 febbraio - Teodoro Eustachio del Palatinato-Sulzbach, conte († 1732)
- 20 febbraio - Nicola Gaetano Spinola, cardinale e arcivescovo cattolico italiano († 1735)
- 21 febbraio - Carlo Sernicola, teologo, poeta e oratore italiano († 1721)
- 22 febbraio - Giuseppe Antonio Patrignani, gesuita, poeta e drammaturgo italiano († 1733)
- 27 febbraio - William Sherard, botanico inglese († 1728)

## Marzo(3)
- 4 marzo - Pierre Le Pautre, scultore francese († 1744)
- 27 marzo - Thomas Bartholin il Giovane, antiquario danese († 1690)
- 27 marzo - Francisco Antonio de Borja-Centelles y Ponce de Léon, cardinale e arcivescovo cattolico spagnolo († 1702)

## Aprile(5)
- 3 aprile - Francesco Maurizio Gonteri, arcivescovo cattolico e politico italiano († 1742)
- 7 aprile - Dionisio Andrea Sancassani, medico e chirurgo italiano († 1738)
- 8 aprile - Giovanni Paolo Castelli, pittore italiano
- 15 aprile - Adam Ludwig Lewenhaupt, generale svedese († 1719)
- 29 aprile - Sophia Elisabet Brenner, poetessa e letterata svedese († 1730)

## Maggio(1)
- 3 maggio - Nicolas Bailly, pittore francese († 1736)

## Giugno(9)
- 1º giugno - Pietro Mellarède de Bettonet, politico e diplomatico italiano († 1730)
- 1º giugno - Cristiana di Sassonia-Merseburg, principessa tedesca († 1679)
- 2 giugno - Johann Leopold von Trautson, nobile e politico austriaco († 1724)
- 5 giugno - Volfango Giorgio Federico del Palatinato-Neuburg, principe († 1683)
- 8 giugno - Justus van Huysum I, pittore e disegnatore olandese († 1716)
- 11 giugno - Yamamoto Tsunetomo, militare e filosofo giapponese († 1719)
- 14 giugno - Carl Raab, marinaio e militare svedese († 1724)
- 15 giugno - Claude de Ramezay, funzionario francese († 1724)
- 17 giugno - Faustino Bocchi, pittore italiano († 1741)

## Luglio(8)
- 6 luglio - Alberto Volfango di Hohenlohe-Langenburg, nobile († 1715)
- 7 luglio - Joseph-Emmanuel de La Trémoille, cardinale e arcivescovo cattolico francese († 1720)
- 9 luglio - Serafina Brunelli, monaca cristiana italiana († 1729)
- 20 luglio - Hyacinthe Rigaud, pittore francese († 1743)
- 20 luglio - Anne Wharton, poetessa e drammaturga inglese († 1685)
- 23 luglio - Antonius Schulting, giurista danese († 1734)
- 25 luglio - Hermann Jakob Czernin von und zu Chudenitz, nobile e diplomatico boemo († 1710)
- 28 luglio - Charles Ancillon, scrittore francese († 1715)

## Agosto(3)
- 10 agosto - Sybrandus van Noordt, compositore, clavicembalista e organista olandese († 1705)
- 20 agosto - Henry Every, pirata inglese
- 26 agosto - Andrea Fantoni, scultore italiano († 1734)

## Settembre(4)
- 1º settembre - Domenico Egidio Rossi, architetto italiano († 1715)
- 9 settembre - Maria Vittoria Gonzaga, nobile italiana († 1707)
- 10 settembre - Henry Purcell, compositore inglese († 1695)
- 14 settembre - Agnese Dolci, pittrice italiana († 1689)

## Ottobre(3)
- 18 ottobre - Niccolò Amenta, letterato e drammaturgo italiano († 1719)
- 18 ottobre - Hilaire-Bernard de Longepierre, drammaturgo francese († 1731)
- 22 ottobre - Georg Ernst Stahl, medico, fisico e chimico tedesco († 1734)

## Novembre(3)
- 3 novembre - Huibin Jang, regina coreana († 1701)
- 19 novembre - Jacques-Louis de Valon, militare e poeta francese († 1719)
- 21 novembre - Giambattista Canneti, oratore, poeta e religioso italiano († 1730)

## Dicembre(3)
- 20 dicembre - Filippo Ernesto I di Lippe-Alverdissen, nobile tedesco († 1723)
- 23 dicembre - Orazio Filippo Spada, cardinale e arcivescovo cattolico italiano († 1724)
- 31 dicembre - Giovanni Francesco Bembo, vescovo cattolico italiano († 1720)

## Senza giorno specificato(22)
- Pieter van der Aa, editore olandese († 1733)
- Niccolò Cassana, pittore italiano († 1714)
- Cesare Antonio Fanelli, poeta italiano
- Louis Remy de la Fosse, architetto francese († 1726)
- Francesco Galli da Bibbiena, architetto italiano († 1739)
- Matteo Goffriller, liutaio italiano († 1742)
- David Gregory, matematico e astronomo scozzese († 1708)
- Gabriele Gualdo, teologo italiano († 1743)
- Giovanni Battista Lanceni, pittore e scrittore italiano († 1737)
- Sauveur Lecomte, pittore francese († 1695)
- Jean Baptiste Martin, pittore, decoratore e disegnatore francese († 1735)
- Barend van der Meer, pittore olandese
- Hortensia von Moos, scrittrice svizzera († 1715)
- Augustin Nadal, drammaturgo, poeta e giornalista francese († 1741)
- Tommaso Maria Napoli, religioso, architetto e ingegnere italiano († 1725)
- Peregrine Osborne, II duca di Leeds, politico e ufficiale inglese († 1729)
- Carlo Pignatelli, vescovo cattolico italiano († 1730)
- Francesco Antonio Pistocchi, compositore, contraltista e librettista italiano († 1726)
- Sebastiano Ricci, pittore italiano († 1734)
- Giacomo Giacinto Serry, teologo francese († 1738)
- Francesco Maria Spinola, nobile e militare italiano († 1727)
- Lawrence Washington, militare e politico statunitense († 1698)